# 诺沃肖尔基农村居民点
诺沃肖尔基农村居民点（俄语：Новосельское сельское поселение）是俄罗斯联邦布良斯克州布良斯克区所属的一个农村居民点。其下辖有9个居民点，行政中心为诺沃肖尔基。据2015年统计，该农村居民点的人口为1750人。